# Гарроу, Уильям
Сэр Уильям Гарроу, КА, БВР, ТС, ЧКО (13 апреля 1760 — 24 сентября 1840) — британский барристер, политик и судья, известный непрямыми реформами адвокатской системы, которая помогла ввести состязательность, используемую в англосаксонском праве до сих пор, в большинстве стран. Он ввёл фразу «невиновен, пока вина не будет доказана», настаивая на необходимости доказательства всех обвинений в суде. Родился в семье священника и его жены в Монкен Хэдли, в Мидлсексе. Гарроу учился в приходской школе, где преподавал его отец, потом он стал учеником Томаса Сутхауса, адвоката в Чипсайде, но до этого он работал у Кромптона, подготавливая судебные документы. Гарроу очень тщательно изучал право, изучал заседания в Олд-Бейли, и в результате Кромптон рекомендовал ему стать солиситором или барристером. Гарроу присоединился к Линкольнс-Инн в ноябре 1778 года, и был допущен к защите 27 ноября 1783 года. Он быстро заработал репутацию в уголовном суде, как барристер, особенно был умел в защите подсудимых, и в феврале 1793 стал королевским адвокатом правительства по уголовному преследованию обвиняемых в особо опасных преступлениях и в государственной измене.
Он вернулся в парламент в 1805 году как представитель Гаттона, «гнилого местечка», стал Генеральным солиситором Англии и Уэльса в 1812 году и Генеральным атторнеем Англии и Уэльса год спустя. Хотя он не наслаждался своим членством в парламенте, поскольку вернулся туда только в политических целях, Гарроу показал себя принципиальным вигом, пытавшимся не дать остановиться реформе уголовного права, начатой Сэмюэлом Ромилли, также он пытался ввести закон о жестоком обращении с животными. В 1817 году он стал Судьей суда казначейства и высшим барристером, но вынужден был уйти из парламента, и следующие 15 лет работал судьёй. Как отмечали, он не был особо успешен в коммерческих делах, но используя знания, полученные в уголовном суде, мог успешно влиять на решения суда присяжных. После отставки в 1832 году он стал тайным советником, что являлось данью уважения со стороны королевского правительства. Уильям Гарроу умер 24 сентября 1840 года.
На протяжении XIX и большей части XX века его работы были забыты учёными-юристами, но интерес проснулся в 1991 году со статьи Джона Битти, озаглавленной «Защитник Гарроу» (англ. Garrow for the Defence) в Хистори Тудэй. Гарроу гораздо более известен как защитник в уголовном суде, который осуществлял защиту клиентов в атакующей манере, что помогло установить состязательность в общем праве. Гарроу также известен своим влиянием на методы доказывания, что привело к появлению правила «лучшего доказательства». Его работы цитировались в 1982 году в Верховном суде Канады и в 2006 году в Суде по уголовным делам в Ирландии. В 2009 BBC One запустило проект Garrow’s Law, 4-серийную драму, в которой рассказывается о деятельности Гарроу в Олд-Бейли; второй сезон вышел в конце 2010 года. В 2011 году был снят третий сезон.

## Молодость и образование

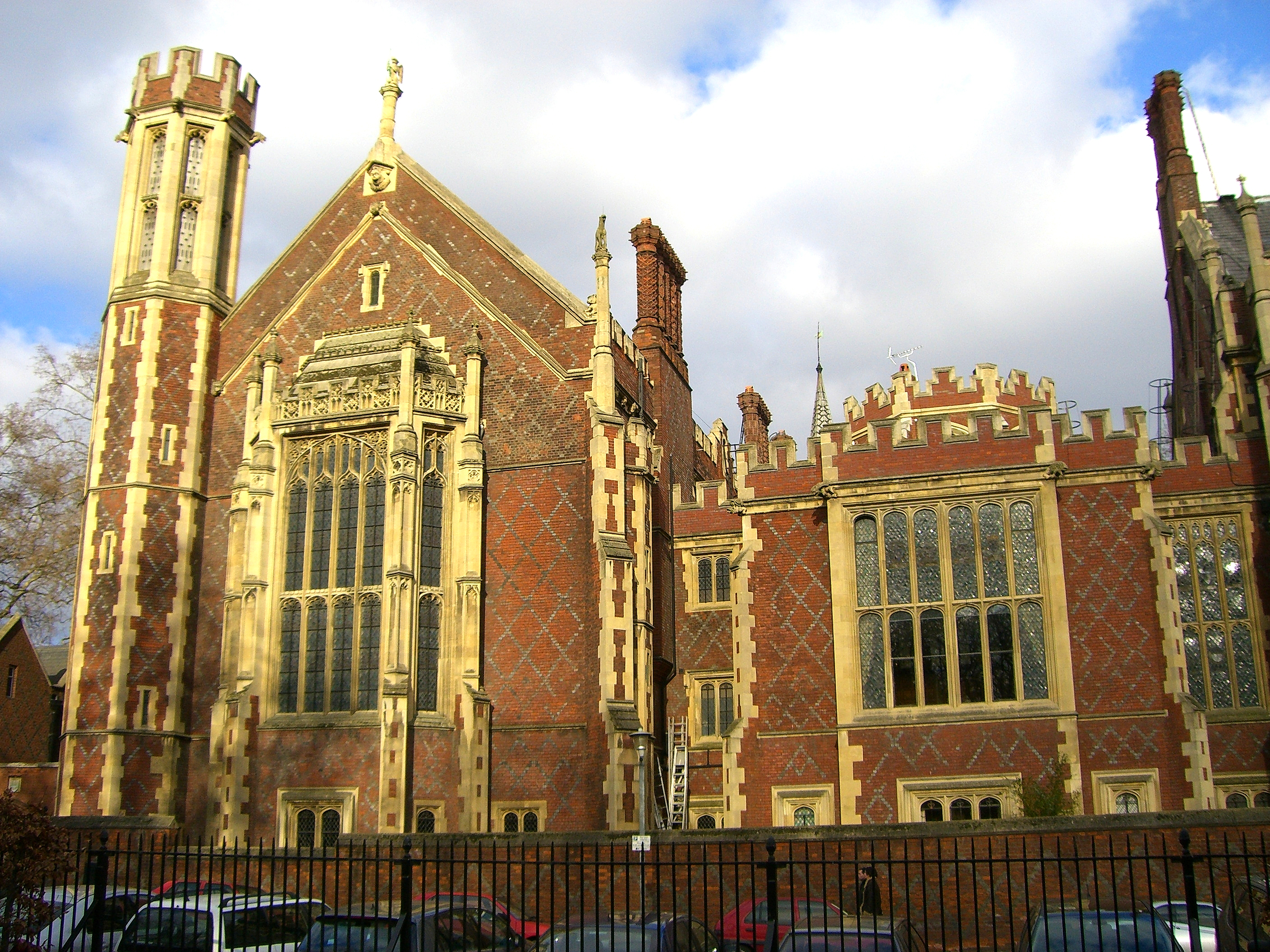
Здание суда Линкольнс-Инн в Лондоне, где Гарроу был произведён в барристеры 27 ноября 1783

Семейство Гарроу происходило из Абердиншира, в Шотландии. Это были потомки рода Гарриоч из Кинстейра, и находились в родстве с шотландскими королями, видимо, Гарроу были потомками клана Хэй. Отец Уильяма Дэвид родился на ферме Кноксайд, в 50 милях к северо-западу от Абердина. Дэвид окончил Университет Абердина со степенью Магистр гуманитарных наук 1 апреля 1736 года, стал священником Англиканской церкви и открыл школу в Монкен Хэдли. Его младший брат Уильям стал успешным доктором, оставив большую часть своего имущества (£30 000) Гарруо. 5 июня 1748 года Дэвид женился на Саре Лоундс, у них родилось десять детей; Уильям, Эдвард, Элеанора, Джейн, Джон, Роуз, Уильям, Джозеф, Уильям, Дэвид и Анна. Первые два Уильяма умерли во младенчестве; третий, родившийся 13 апреля 1760 года, выжил.
Уильям Гарроу учился в школе отца в Монкен Хэдли, приорате, который подчёркивал, что студенты готовятся к поступлению на службы, например в Ост-Индскую компанию. По существу, он учил этикет и языки: английский, греческий, латынь, французский, а также географию, математику и танцы. Учась здесь, Гарроу «знал английский хорошо; обладал умеренными познаниями латыни и, как достижение, добавил значительные познания французского». Гарроу учился в школе до 15 лет, после чего стал клерком-студентом Томаса Сутхауса, адвоката из Чипсайда (улица в Лондоне). Гарроу показал свой потенциал, показав себя «внимательным и усердным в исполнении технических и практических служебных обязанностей»,, и Сутхаус рекомендовал ему стать солиситором или барристером; в результате, когда ему было 17, он стал учеником Кромптона, адвоката-делоподготовителя (Special pleader). Как ученик, Гарроу работал много, заодно изучая труд Сэмпсона Иуера Doctrina Placitandi, учебник судебной защиты, написанный на французском. В то же самое время он наблюдал процессы в Олд Бейли, и завязал дружеские отношения с клерком обвинения Уильямом Шелтоном.
В XVIII веке ораторское искусство совершенствовалось в общественных дебатах, самые известные дебаты проходили в Коачмэйкер-Холле, в Лондоне. Хотя поначалу застенчивый (на первых дебатах его удерживали, чтобы он мог закончить речь), он быстро стал уважаемым оратором, и был упомянут в прессе, как «Советник Гарроу, знаменитый оратор Коачмэйкер-Холла». В ноябре 1778 года Гарроу стал членом Линкольнс-Инн, одного из четырёх Судебных иннов, и 27 ноября 1783 года в возрасте 23 лет он был произведён в барристеры. В 1793 году он стал председателем (Мастер скамьи) Линкольнс-инн.

## Карьера барристера

### Защита

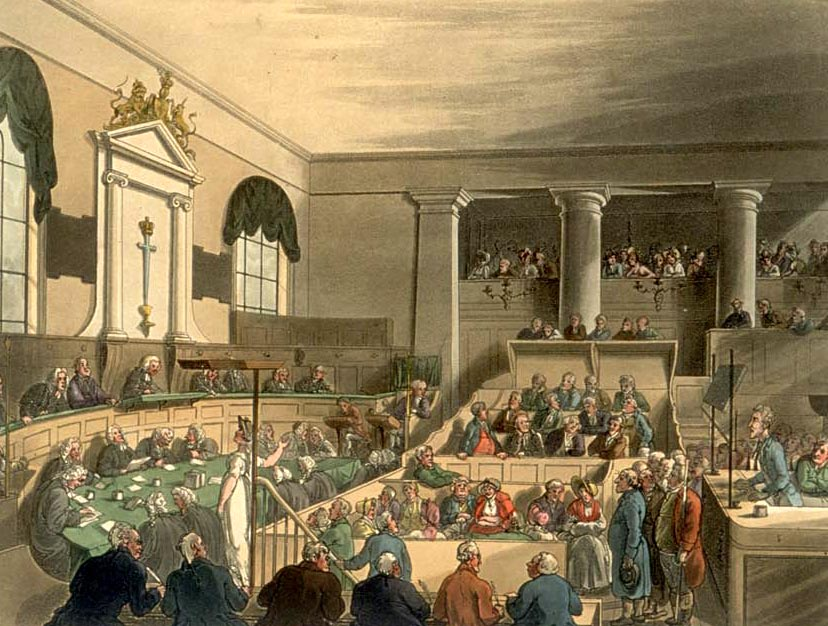
Судебное заседание в Олд-Бэйли, известного также как Центральный уголовный суд Лондона, где Гарроу начинал карьеру барристера.

Гарроу стал защитником по уголовным делам в Олд-Бэйли, это было началом того периода, когда подсудимые стали больше опираться на адвокатов для своего оправдания. Но в первом деле он участвовал, как прокурор; 14 января 1784 года, едва прошло два месяца после его произведения в барристеры, он был прокурором в деле Джона Генри Эйклса, обвиняемого в мошенническом получении векселя. Утверждалось, что Эйклс обещал заплатить Самуэлю Эдвардсу £100 и небольшую комиссию за вексель на 100 ф. ст., но позже Эйклс отказался платить по счёту. Несмотря на утверждения адвоката, что в соответствии с Эдвардом Фоссом «это не тяжкое преступление», и защиту двух именитых барристеров, Гарроу убедил суд и присяжных в виновности Айклеса. Garrow later defended Aikles in September 1785, securing his release due to ill-health.
В свои ранние годы, как барристер, Гарроу выделялся агрессивным и конфрантационным стилем ведения перекрёстного допроса. Когда Джеймс Уингров был обвинён в разбое с применением насилия в 1784 году, Гарроу допрашивал Уильяма Гроува (свидетеля, задержавшего Уингрова) и заставил его признаться в том, что не Уингров напал на двух пострадавших, но был пойман и оклеветан, чтобы получить вознаграждение. Гарроу неприязненно относился в большинству ловцов воров (англ. thief-taker), например, упомянутый Гроув был ловцом воров, но он нормально относился к Bow Street Runners и подобным организациям. Он упомянул о своей неприязни к ловцам воров в 1788 году, когда защищал трёх человек, якобы воров; они были обвинены в грубом нападении на Джона Траутона, и в том, что, угрожая ему, забрали шляпу. Вопрос заключался в том, было ли это ограблением с угрозой жизни или подсудимые просто украли шляпу. Траутону было выгодно, чтобы их осудили, как грабителей, тогда он получил бы вознаграждение. Гарроу установил, что Траутон не мог точно объяснить, как он утратил шляпу, несмотря на его объяснения, что подсудимый сбил с него шляпу; заслушав четырёх свидетелей, суд оправдал подсудимых.
Гарроу часто доводил дело до джури наллификэйшн (принятие присяжными решения противоречащего инструкции судьи и закону), чтобы спасти своих клиентов от крайних мер наказания, а во времена Гарроу многие преступления карались смертью (так называемый «Кровавый кодекс»). В 1784 году две женщины были арестованы за кражу вееров стоимостью 15 шиллингов, в случае признания их виновными они были бы казнены; Гарроу убедил присяжных «снизить» стоимость вееров до 4 шиллингов, в результате чего они не были казнены, но получили по году каторжных работ.

### Обвинитель

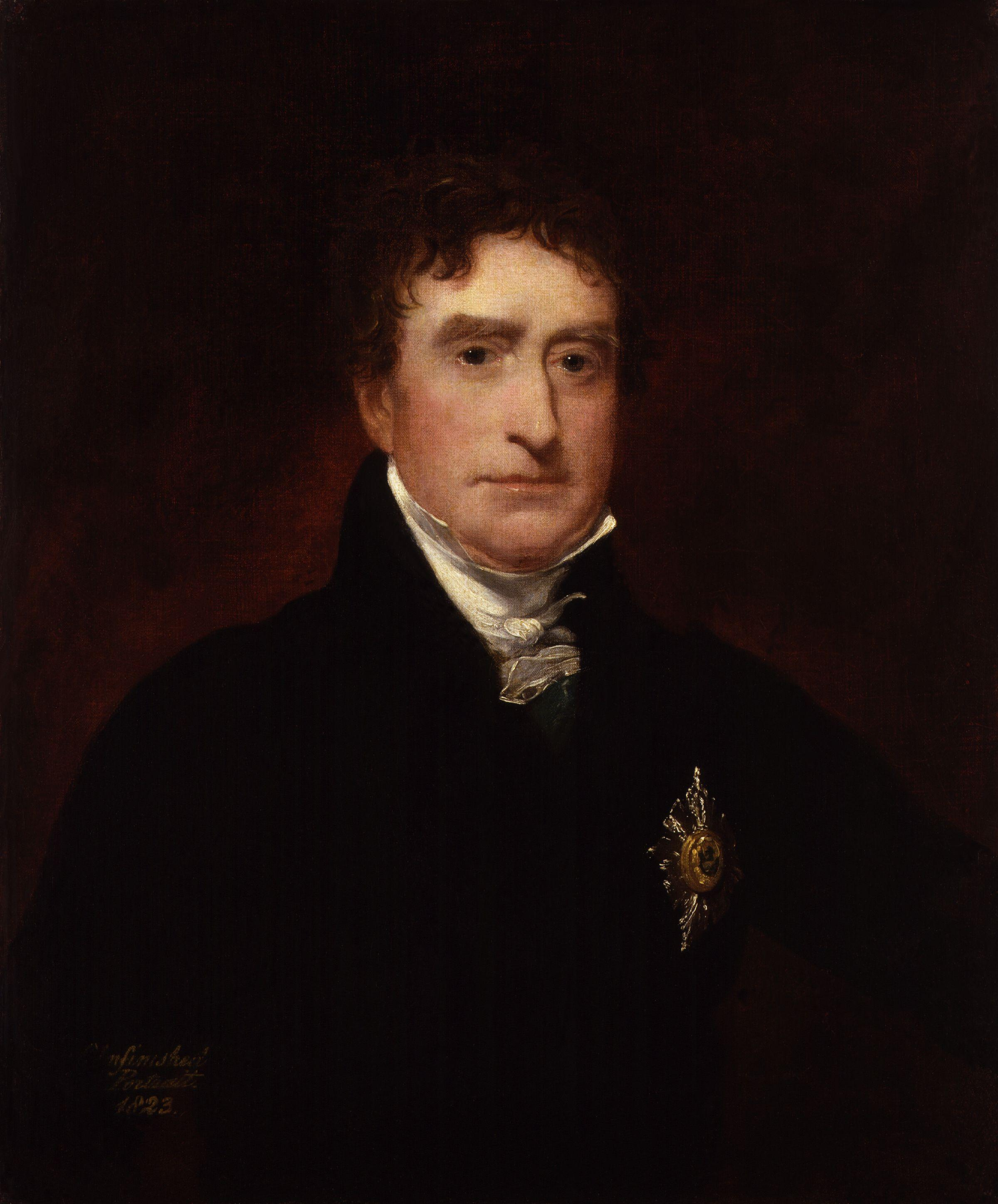
Томас Эрскин, с которым в конце XVIII века Гарроу судился по делу об измене.

Гарроу скоро получил большой практический опыт, работая с уголовными делами в Олд-Бэйли и за пределами Лондона, он работал и как защитник, и как обвинитель. К 1799 году в книге записано, что число его дел в Суде королевской скамьи «не превышено никем, кроме Мр. Эрскина», и что «он давно монополизировал главные дела окружного суда… Ни одного человека суд не слушает с бо́льшим вниманием, не один человек не добивается большего от присяжных, или больше радует слушателей». В 1793 он был назначен королевским адвокатом, чтобы обвинять по делам государственной измены и мятежа, хотя не прошло и 10 лет с его произведения в барристеры; его назначение получило неоднозначную оценку в газетах. The Briton (Бритон) описало Гарроу и других пять назначенных, как лучших специалистов своего времени, тогда как Morning Chronicle (Морнинг Кроникл) была разочарована назначением Гарроу, который был другом оппозиции, в лице Вигов, в то время, как Тори возглавляли правительство.
Когда Великая французская революция начала угрожать европейским монархиям и Великобритании в том числе, карьера Гарроу пошла вверх; он выступал обвинителем по делам о государственной измене, и набравшись опыта, он столкнулся с такими знаменитыми барристерам, как Томас Эрскин, Джейм Мингей и Джеймс Скарлетт. В мае 1794 года правительство приостановило Хабеас корпус, в 1795 году были объявлены вне закона все публичные собрания, в 1797 запрещены тайные общества и в 1799 запрещены все общества, имеющие политико-реформистские цели. Правительство планировало совершить 800 арестов, было выписано 300 ордеров на арест предполагаемых изменников, преследованию подверглись Томас Хардли и Джон Хорн Тук. Хардли первым попал под суд, его обвиняли в подготовке английской революции по образцу французской. Гарроу выступал обвинителем, а Эрскин защитником, слушание длилось 8 дней, хотя в те времена обычно ограничивались одним днём, и председатель присяжных был так напряжён, что огласил вердикт «невиновен» шёпотом и сразу упал в обморок. Потом судили Тука; снова присяжные посчитали его невиновным, и от мысли произвести 800 арестов отказались.
В то время, когда Гарроу работал барристером, сахарные плантации Вест-Индии имели большое лобби в парламенте, плантаторы установили монополию на продажу сахара в Англию, что приносило огромную прибыль. Из-за использования рабского труда производство было очень прибыльным, а Гарроу был против такого положения; когда сахарные плантаторы предложили ему стать их английским управляющим для решения политических и юридических проблем, Гарроу ответил «если бы ваш комитет мог дать мне все их (то есть плантаторов) доходы, и все их поместья, я бы всё равно не стал защитником практики, которую я ненавижу, и системы, которая мне отвратительна». В 1806 Томас Пиктон, Губернатор Тринидада, обвинён в однократном «применении пытки, незаконно применённой» к девочке-рабыне; он предстал перед Судом королевской скамьи под председательством лорда Элленборо. Протоколы судебных заседаний заняли 367 страниц, Гарроу участвовал в деле, как адвокат обвинения; на самом деле, его вступительная речь 24 февраля 1806 года считается одной из лучших в его карьере (мнение биографа Брэби). Споры сосредоточились на применимом праве: действовало ли в том случае испанское право или нет, а оно допускало пытки и всё ещё действовало на момент инцидента. Присяжные, наконец, решили, что оно неприменимо, и Элленборо признал Пиктона виновным. Адвокат Пиктона настоял на пересмотре дела, и суд согласился; новые присяжные оправдали Пиктона.
Благодаря политическим связям Гарроу он стал первым Генеральным солиситором Корнуолла и затем генеральным солиситором принца Уэльского в 1806 и 1807 годах; его рекомендовал Эрскин, который писал принцу, что «он больше знает о настоящей справедливости и политике во всём, что связано с уголовным правом, чем любой другой человек которого я знаю». В 1812 Гарроу был обвинителем Ли Ханта за мятежный пасквиль на принца-регента; благодаря его усилиям Хант был признан виновным, хотя на предыдущем процессе 1811 года он был признан невиновным.

## Политическая карьера

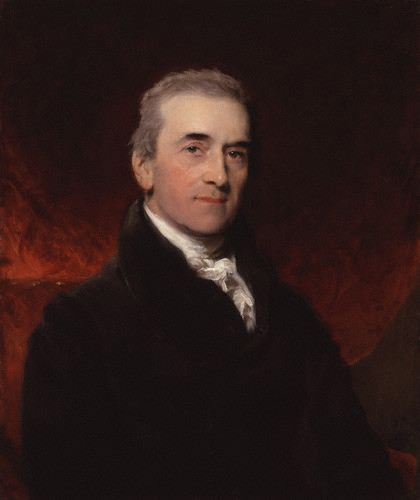
Sir Сэмюэл Ромилли, постоянный оппонент Гарроу в парламенте.

С 1789 года в прессе обсуждалось, что Гарроу, виг, может войти в парламент; и он стал, в 1805 году, вторым представителем Гаттона. Это было знаменитое гнилое местечко, и Гарроу должен был служить интересам своего патрона. Поначалу на Гарроу обращали мало внимания как на политика, его первая речь состоялась 22 апреля 1806, когда он противостоял выдвижению импичмента маркизу Уэльскому. Вторая речь была произнесена 18 июня 1806 года, но была юридической формальностью, после этого он шесть лет не произносил парламентских речей. Брэби и другие биографы указывают, что Гарроу не любил появляться в парламенте и делал это только тогда, когда этого требовали дела.
В июне 1812 года Гарроу был назначен Генеральным солиситором Англии и Уэльса, и получил личное дворянство,, а в мае 1813 года был назначен Генеральным атторнеем. Генеральный атторней являлся верховным королевским прокурором, в то время, когда Принц-регент опасался либеральных перемен в уголовном праве и парламентской системе. Гарроу, «явному ставленнику Регента», можно было доверить этот пост; это в начале своей карьеры Гарроу был реформатором, теперь он стал консерватором, относительно новых реформаторов. Гарроу был особенно неприятен сэру Сэмюэлю Ромилли, который хотел реформировать уголовный кодекс, который многие считали неработающим. 5 апреля 1813, Ромилли внёс в парламент «Билль о лишении прав и состояния при государственной измене и тяжких преступлениях». Он пытался отменить устаревшую процедуру «порченной крови» (по сути опала) из уголовного права, хотя тогда это широко применялось при тяжких преступлениях и измене государству; Гарроу, тогда Генеральный солиситор, объявил, что Билль может поколебать одну из защитных опор «Британской конституции». Билль был отвергнут, и лишение прав состояния с конфискацией имущества существовало в английском праве до Закона о конфискации 1870 года.
Гарроу также участвовал в отмене хлебных законов, голосуя за регулирование, и поддерживал законы о контроле за хирургической практикой в Великобритании; тем не менее законопроект не был принят. В начале XIX века с животными зачастую обращались очень жестоко; Гарроу был из тех, кто считал, что это ужасно, он поддерживал билль 1816 об увеличении размера штрафов за верховых лошадей, которых загнали до тяжкой травмы или смерти. Хотя билль провалился, он подтолкнул принятие в 1820 году билля Томаса Эрскина, получившего королевскую санкцию и введённого в право. Впоследствии Гарроу подал в отставку с поста генерального атторнея и члена парламента, в 1817 году, когда он был назначен одним из Баронов казначейства.

## Судебная карьера
Гарроу получил первое судебное назначение ещё в 1814 году, когда его сделали главным судьёй Честера. Против выступил сэр Сэмюэл Ромилли, который утверждал, что пост главного судьи и генерального атторнея были несовместимы, и говорил: «назначение джентльмена, держащего выгодный пост, единственно, к удовольствию Короны, на высокую судебную должность, было крайне несовместимо с судебной ветвью, для которой так важно сохранять неприкосновенность». 6 мая 1817 года Гарроу был поставлен бароном казначейства и сержантом права, вслед за Ричардом Ричардсом, и вышел из парламента и снял с себя полномочия генерального атторнея. Как судья казначейства, он особенно не выделялся, поскольку не знал тонкостей финансового права. Практика выездной сессии, тем не менее, была другим делом; там, имея дело со знакомым уголовным правом, Гарроу мог показать себя. Брэби указывает, что он регулярно изумлял и барристеров и обвиняемых своими познаниями всех аспектов преступления. Гарроу вышел в отставку 22 февраля 1832 года, на его место был назначен Джон Герни,, а Гарроу стал тайным советником, и это для него стало почётной пенсией от правительства. Он умер дома 14 сентября 1840 года в возрасте 80 лет.

## Наследие
Имущество Гарроу было на сумму £22 000 после его смерти в Рамсгейте, Кент, включало £12 000 в банке Англии, £5 000 в трёх страховых обществах и £5 000 в обеспечении ипотеки — всего £1 558 000 по курсу августа 2011 года. Завещание Гарооу было написано в 1830 году и содержало только два требования; быть похороненным в Хэдли рядом с могилой его дяди и передать имущество в доверительное управление. Имущество было передано в доверительное управление, попечителями стали Леонард Смит, коммерсант, Эдвард Доут Бадэли из Пэйпер Билдангс, Иннер-Тэмпл и Уильям Нансон Лэттсом из Грейс-инн. Деньги были поделены между племянником Джозефом, который получил £1 000, £200 каждому из детей сестры Гарроу, £2 000 сестре и £300 в год вдове сына Гарроу. Элиза, дочь Гарроу, получала £300 в год от управляющих, и дополнительно £200 выдавали Элизе и её мужу для совместного использования. Выплаты производились до смерти наследников.
Эдвард Фосс описывает его, как «одного из самых успешных адвокатов своих дней», некоторые говорят о его «экстраординарном таланте» при ведении перекрёстного допроса, который был лучше, чем его знание закона; Гарроу однажды заявил свидетелю перед процессом, что «ты знаешь конкретные факты и желаешь скрыть их — но я вытащу их из тебя!» Лорд Брогам, который был его частым оппонентом в суде, писал, что «нет описаний, которые могут дать читателю адекватное представление о его выдающихся способностях в практике контакта со свидетелем». Леммингс отмечает: Гарроу был не только внушительным адвокатом, но и «первым юристом, создавшим себе репутацию как барристер защиты».
Гарроу был основательно подзабыт; хотя Стивенсон и его жена открыли его работы поколение спустя, читая стенограммы заседаний в Олд-Бэйли, до конца XX века о нём не было академических работ. В 1991 году Джон Битти опубликовал «Защитник Гарроу» (англ. Garrow for the Defence) в Хистори Тудэй, затем «Весы Правосудия: Адвокат защиты и английское уголовное право в восемнадцатом и девятнадцатом веках» в Law and History Review. Эллисон Мэй, которая защищала докторскую у Битти, сделала детальный анализ работы Гарроу The Bar and the Old Bailey: 1750—1850, опубликована в 2003.
Работа Гарроу упоминалась судом в 1982 году, когда Верховный суд Канады цитировал The Trial of William Davidson and Richard Tidd for High Treason, где Гарроу наставлял присяжных о том, как рассматривать показания, в Vetrovec v The Queen в 1982. В 2006 году его снова цитировали, когда Уголовный суд Ирландии использовал ту же работу при рассмотрении в 1982 году осуждения Брайна Михана за убийство Вероники Герин. В 2009, BBC One запустило Закон Гарроу, беллетризированной драмой в четырёх частях о работе Гарроу в Олд-Бэйли, в роли Гарроу — Эндрю Бьюкен. Второй сезон вышел в конце 2010 года.

## Влияние

### Состязательная система
Влияние Гарроу на состязательную судебную систему, по крайней мере, в англосаксонском праве, бесспорно, также как и влияние на практику судебного доказывания, хотя он едва ли мог знать об этом. До эпохи Гарроу обвиняемым в тяжком преступлении не разрешалось нанимать защитника; в результате каждый обвиняемый в поджоге, изнасиловании, грабеже, убийстве, и зачастую, в хищении, защищал себя сам. Первый сдвиг произошёл с принятием Акт о судебных разбирательствах (1696), который разрешил обвиняемым использовать защитника. Практика Гарроу стала ещё одним шагом вперёд; в его агрессивном и прямом стиле перекрёстного допроса, он способствовал усовершенствованию защиты клиента, и косвенно реформировал адвокатуру XVIII столетия. Область его деятельности (в 83 % дел он был защитником) и стиль легли, по мнению Битти, в основу «новой школы» адвокатуры; суд часто был настроен против ответчика, но атакующий стиль Гарроу заставлял сторону обвинения быть обоснованней в обвинениях. Хотя и не единственная причина этих перемен, его положение, как авторитетнейшего барристера «у барьера» (at the head of the Bar), стало образцом для молодых адвокатов, и они вырабатывали схожий стиль. В некотором смысле, Гарроу далеко опередил своё время; он придумал фразу «невиновен до доказания вины» в 1791 году, хотя присяжные отказывались признать этот принцип, и он был подтверждён судом лишь намного позже.

### Правила доказывания
Гарроу также повлиял на правила доказывания, которые только начали формироваться, когда он начал карьеру. Его настойчивость в том, что слухи и копии документов не могут быть приняты, как доказательства, в конце концов, привела к требованию предоставлять лучшие доказательства. Он особенно настаивал на независимости юристов, когда вводились доказательства, однажды, он открыто спорил с судьей, настаивая на заинтересованности сторон, исследующих доказательства . В то время использование сторонами медицинских экспертов было проблематичным. Когда медицинские эксперты стали регулярно приглашаться в Олд-Бэйли, многие высказывались против сторонних экспертов и эксперты сторон получали очень ограниченные права. Хотя с конца XVII века у судей наблюдается рост доверия к фактам и достоверности, Гарроу отмечался как отличный пример юриста, опирающегося на перекрёстный допрос свидетеля. Когда он защищал Роберта Кларка, обвиняемого в убийстве Джона Делю ударом ноги в живот, Гарроу использовал смесь агрессивного перекрёстного допроса и медицинских познаний, чтобы добиться от медика-эксперта признания, что тот не может точно доказать, как умер Делю. Гарроу и его адвокаты-последователи учили, как «допрашивать» подобных свидетелей, усиливая их собственные аргументы (в случае со своими свидетелями) или разрушая их аргументы своими (когда это были эксперты противника).

## Семья
Гарроу имел нерегулярные отношения с Сарой Дорэ, которая ранее родила сына, Артура, от Артура Хилла, виконта Фэрфорда в 1778. Томас Хэйг предположил, что Дорэ была ирландской аристократкой, которую Гарроу соблазнил, но он был заинтересован в принижении Гарроу, и нет фактов, подтверждающих это. Их первый ребёнок, Дэвид Уильям Гарроу, родился 15 апреля 1781 года, а вторая, Элиза София Гарроу, родилась 18 июня 1784 года. Гарроу и Дорэ, в конце концов, поженились 17 марта 1793 года. Дорэ была очень элегантной, и поселившись вместе с семьёй в Рамсгите, активно участвовала в местных делах. Дорэ умерла 30 июня 1808 года после долгой болезни, и была похоронена в церкви Св. Маргариты, в Даренте. Дэвид Уильям Гарроу учился в Крайст-Чёрч в Оксфорде, и получил степень Доктор богословия, и стал священником Принца Уэльского. Элиза София Гарроу вышла за Самуэля Фотерджила Леттсома; один из её сыновей, названный в честь деда Уильям Гарроу, был генеральным консулом в Уругвае.